# Кумар Прасад Гьявалі
Кумар Прасад Гьявалі (англ. Kumar Prasad Gyawali) — непальський дипломат. Надзвичайний і Повноважний Посол Непалу в Україні (1995—1996). Міністр закордонних справ Непалу (1997).

## Життєпис
У 1981 році працював радником Постійного Представництва Непалу при ООН, Нью-Йорк.
У 1989—1993 рр. — працював у Посольстві Непалу в Індії, Делі.
З 26 липня 1993 по 8 листопада 1995 рр. — Надзвичайний і Повноважний Посол Непалу в РФ з одночасною акредитацією у Литві, Естонії, Латвії, Болгарії, Румунії та Україні.
У 1995—1996 рр. — Надзвичайний і Повноважний Посол Непалу в Україні за сумісництвом. Вручив вірчі грамоти Президенту України Леоніду Кучмі.
У 1997 році був Міністром закордонних справ Непалу.
У 1997—2001 рр. — Надзвичайний і Повноважний Посол Непалу в Пакистані.